# Scaptomyza helvola
Scaptomyza helvola är en tvåvingeart som först beskrevs av Frey 1954.  Scaptomyza helvola ingår i släktet Scaptomyza och familjen daggflugor.
Artens utbredningsområde är Tristan da Cunha. Inga underarter finns listade i Catalogue of Life.